# Brudköp
Ett brudköp är en transaktion i samband med äktenskap där en brudgum eller hans familj överlämnar egendom, brudpris, till brudens familj. Det ska jämföras med en morgongåva som tillfaller bruden, och en hemgift som brudens familj överlämnar till brudparet.
Seden har förekommit inom en rad kulturer runt om i världen det finns belagd åtminstone sedan Hammurabis lag och Andra Mosebok. Även i det antika Egypten och Grekland förekom brudpris, möjligen förekom det även hos romarna under äldre tid. Tacitus beskriver brudpris hos germanska folk, och på 400-500-talet var brudköp vanligt hos sydgermaner och angelsaxare. I Norden finns ingen dokumentation om brudköp, men det är möjligt att det förekommit i förhistorisk tid.
Brudköp är i senare tid känt hos nordasiatiska folk, i Indien, Indonesien, Polynesien, i Afrika, bland indianer i Nordamerika, men har däremot varit sällsynt i Sydamerika.
Motsvarande begrepp i äktenskap i islam är mahr. Mahr är något som betalas av mannen till sin hustru. Det betalas ut till hustrun och henne endast; som en ära och respekt som ges till henne och för att visa att han har en allvarlig önskan att gifta sig med henne och inte bara komma in i äktenskapskontraktet utan någon känsla av ansvar och skyldighet eller ansträngning. Begreppet mahr har i både koranen och i fiqh böckerna blivit alternativt benämnts som exempelvis; An- Nihla (arabiska) som betyder gåva. 